# Christine Amertil
Christine Amertil (ur. 18 sierpnia 1979 w Nassau) – bahamska lekkoatletka, sprinterka. Trzykrotna olimpijka.
Wicemistrzyni igrzysk panamerykańskich w biegu na 400 metrów z 2007. W 2009 roku na Mistrzostwach Świata w Berlinie zdobyła srebrny medal w sztafecie 4 × 100 metrów. Podczas igrzysk Wspólnoty Narodów w 2010 zajęła czwarte miejsce w biegu na 400 metrów jednak kilka dni po finale okazało się, że druga na mecie Folashade Abugan stosowała niedozwolony doping i odebrano jej medal, a Amertil awansowała na trzecie miejsce. Wielokrotna reprezentantka kraju na największych międzynarodowych zawodach.

## Rekordy życiowe
- bieg na 100 metrów – 11,43 (2010)
- bieg na 200 metrów – 22,58 (2005)
- bieg na 400 metrów – 50,09 (2005)
- bieg na 400 metrów (hala) – 50,34 (2006) do 2021 rekord Ameryki Północnej